# Hot pot

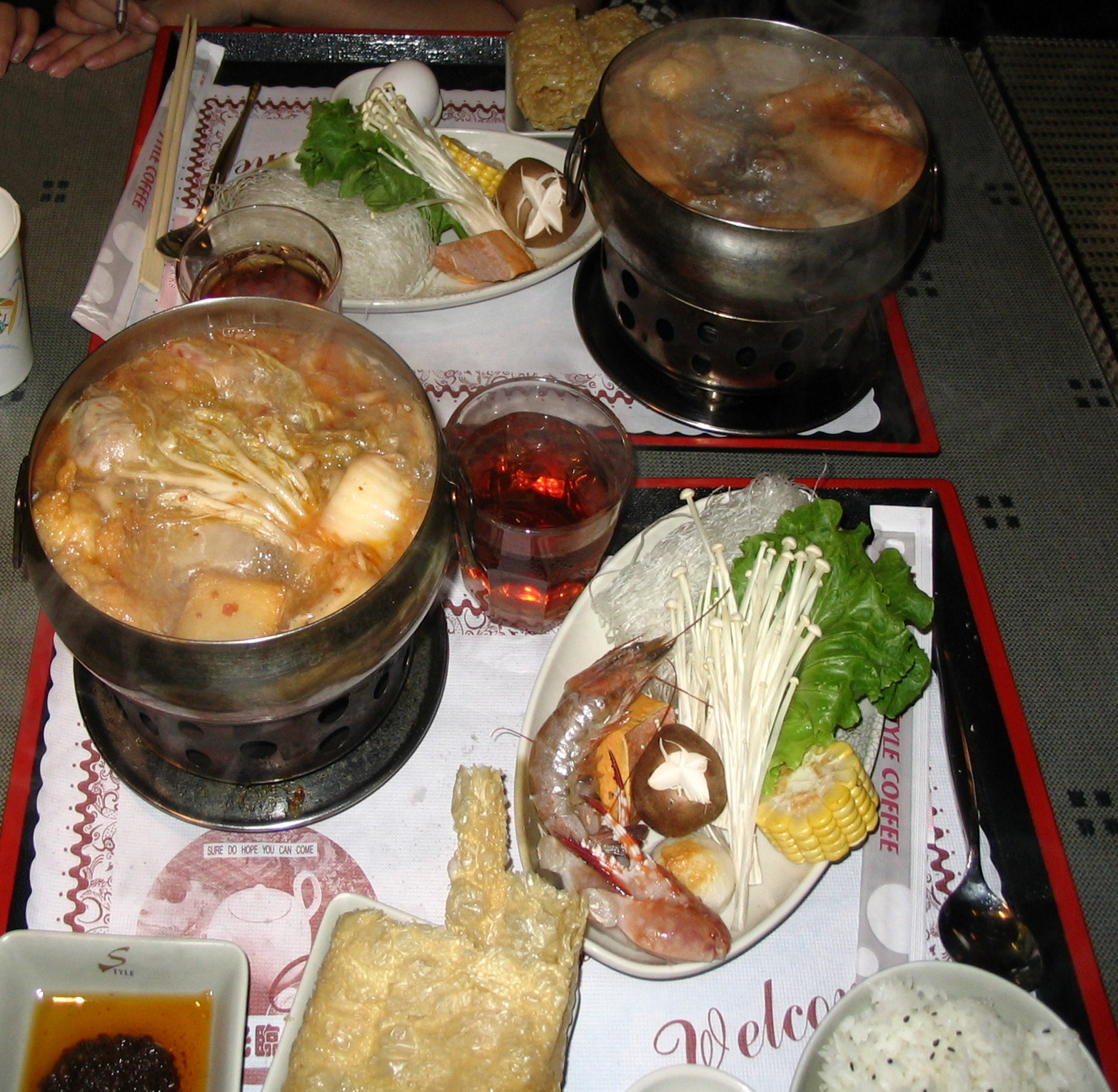
Una «olla mongola» en un restaurante taiwanés.

Hot pot (chino tradicional: 火鍋; chino simplificado: 火锅; pinyin: huǒguō; donde huǒ significa ‘fuego’, y guō se refiere a un ‘pote’, lit. olla de fuego, olla caliente) o hotpot, también conocida como "vaporera",es un plato de sopa/caldo que se mantiene hirviendo a fuego lento en una olla junto a una fuente de calor en la mesa, acompañado de una variedad de carnes crudas, verduras y alimentos a base de soya que los comensales cocinan rápidamente sumergiéndolos en el caldo. En términos generales, se refiere a diversas variedades de comida china que en la gastronomía de Asia se denominan literalmente ‘comida de barco de vapor’.
Otro término común en chino para el «hot pot» es da bian lu (打邊爐), que se traduce literalmente como ‘golpear en el lado del pote’.
El «hot pot» es un conjunto de comidas que se cocinan en un caldo caliente ubicado en el centro de una mesa. Los alimentos de un «hot pot» incluyen carne, verduras de hojas, setas, wontons, huevo dumplings y diversos mariscos. La comida cocinada suele ser luego untada en una especie de salsa. En muchas áreas, los «hot pot» se sirven solo en invierno.

## Historia

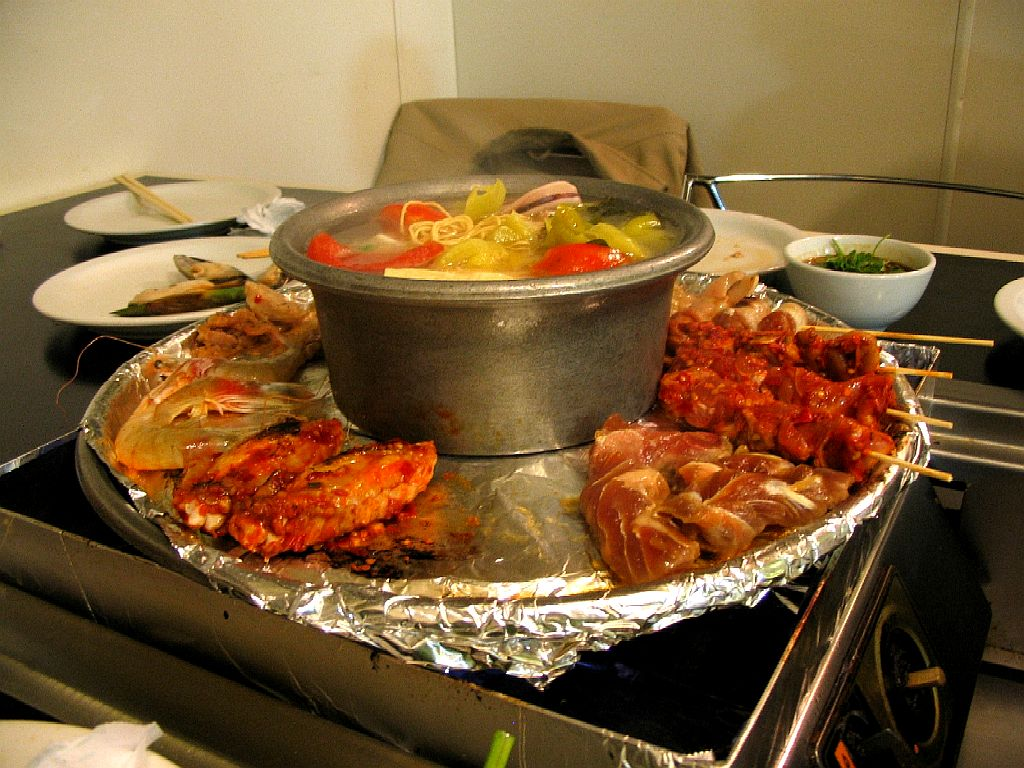
Un «hot pot» listo para ser servido.

Se tiene la creencia de que el «hot pot» tuvo su origen en la región de Mongolia, antes del advenimiento del Imperio mongol, aunque no hay muchas evidencias científicas que den soporte a esta hipótesis. Tanto la preparación como el método y el equipamiento empleado son desconocidos en la cocina mongola de hoy en día. Debido a la complejidad y especialización de los utensilios y al método de comer y de servir, el «hot pot» es más adecuado a una cultura sedentaria. Una cultura nómada como la mongola evitaría este tipo de preparaciones con tantos instrumentos especializados que deberían portar de un lugar a otro durante las migraciones.
El «hot pot» parece que tuvo su extensión por el norte de China durante la dinastía Tang (618-906). En esta época se desarrollaron ciertas diferencias regionales que incluían diferentes ingredientes tales como los mariscos. En la dinastía Qing el hot pot empezó a convertirse en algo popular por la mayor parte de China. Hoy en muchas casas modernas, particularmente en las grandes ciudades, el «barco de vapor a carbón» (así se llama de forma metafórica al «hot pot») se ha reemplazado por versiones que se calientan mediante energía eléctrica o gas.
Se puede encontrar en China una gran variedad de «hot pots», en los que varían no solo los ingredientes, sino también las salsas. Lo importante es investigar en los propios sabores y con los ingredientes y salsas. Una variación de la cocina cantonesa incluye un huevo con un conjunto de alimentos que reducen la cantidad de calor emitida por la fuente de calor.

## Método de cocción
La comida fresca se corta muy finamente para prepararla para su cocción en el «hot pot». Cortar la carne de este modo hace que se enrolle durante la cocción y es usualmente presentada de esa forma. Las carnes utilizadas incluyen cordero, vaca, pollo y otras. El pote se pone sobre la mesa y se mantiene caliente mediante propano, o de forma alternativa a veces con unas brasas de carbón encendidas. La carne y las verduras se cargan de forma individual con palillos, con periodos de cocción breves. La carne solo necesita cerca de 15 a 30 segundos para estar cocida. 
Existe una disputa entre los entusiastas del «hot pot», pues una vertiente dice que debe ser una forma relajada de cocinar, en la que la cocción debe tomar su tiempo, y otra en la que se mete todo junto y se espera a que el «hot pot» vuelva a hervir.

## Ingredientes comunes

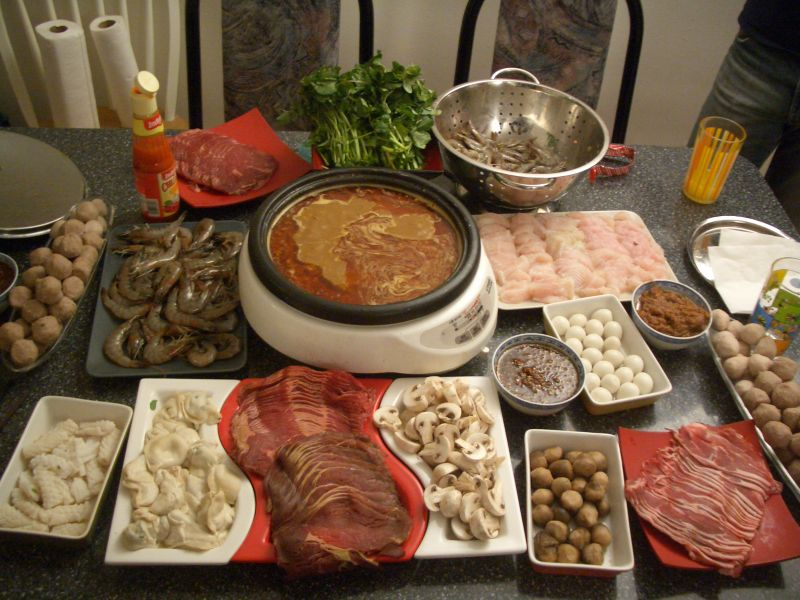
Ingredientes de un «hot pot».

- El caldo básico se elabora con los siguientes ingredientes:
  - Agua
  - Sal
  - Sopa

- Y los huesos pueden ser de:
  - Vaca
  - Pollo
  - Buey

- Las carnes empleadas pueden ser:
  - Rodajas muy finamente cortadas de vaca, cerdo, pollo, cordero, cabra
  - Pescado en trozos
  - Gambas
  - Vieiras
  - Moluscos
  - Sangre coagulada de cerdo (豬血糕)
  - Albóndigas
  - Albóndigas de pescado
  - Casquería
  - Calamar
  - Sepia

- Las verduras pueden incluir:
  - col china
  - Choy sum
  - Garland chrysanthemum (tong ho)
  - Judías serpentiformes (snake beans, en inglés)
  - Mung en brotes
  - Chalotas
  - Variedad de setas
  - Jengibre
  - Tofu
  - Patata cortadas en finas rodajas
  - Taro
  - Tomates
  - Nian gao
  - Variedades de fideos

- Los condimentos:
  - salsa Hoisin
  - Salsa de soja
  - Coriandro/Cilantro (o xiāng cài)
  - Aceite de sésamo
  - Pimienta blanca
  - Satay (o salsa Sha Cha)
  - Chili
  - Mantequilla de sésamo
  - Mantequilla de cacahuete mezclada con agua (o hua sheng ru fu)

## Platos relacionados
- El «barco de vapor» asiático
- Jjigae chongol (gastronomía de Corea)
- Nabemono (gastronomía de Japón)
- Shabu shabu
- Sukiyaki
- Chankonabe
- Oden
- Thai sukiyaki (gastronomía de Tailandia)